# Тканав

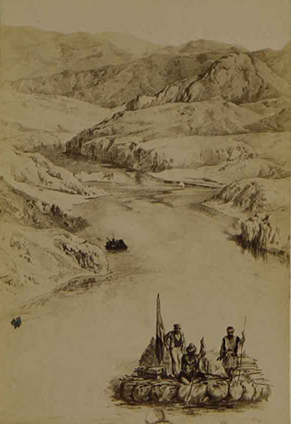
Переход через реку Евфрат на тканаве (из книги Гевонда Алишана «Сказания об Армении»)

Тка́нав (арм. Տկանավ) или тка́ласт (арм. Տկալաստ) — традиционный армянский плот, изготовленный из бурдюков.
Армяне использовали различные водные средства передвижения с древнейших времён. У средневековых авторов, таких как Товма Арцруни, Ованес Драсханакертци, Григор Нарекаци, содержатся ценные сведения о судоходстве по озёрам Ван, Севан, Урмия, верхним течениям Тигра и Евфрата, рекам Арацани и Чорох. В глубоких местах переправы осуществлялись с помощью тканавов.